# Andrés Pajares
Andrés Pajares Martín (né le 6 avril 1940 à Madrid) est un acteur espagnol.

## Filmographie
- ¡Ay, Carmela! (1990)

## Récompenses
- 1990 : Prix Goya du meilleur acteur